# Sennfeld
Sennfeld è un comune tedesco di 3 994 abitanti, situato nel land della Baviera.

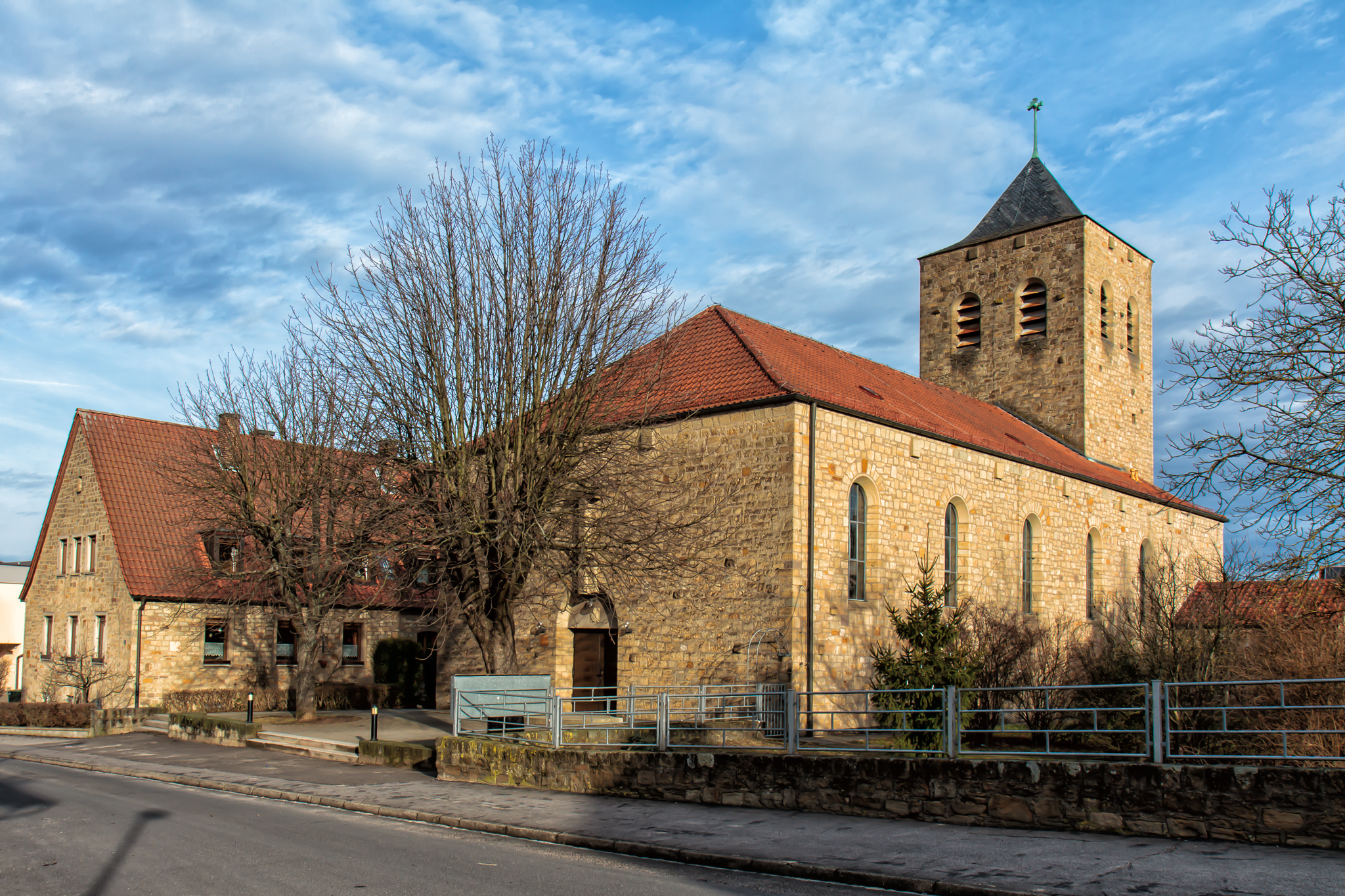
St. Elisabeth, Sennfeld, 2012

## Storia

### Simboli
Fino al XVII secolo, Sennfeld utilizzava lo stesso stemma di Gochsheim, di nero all'aquila d'argento, nascente da un muro merlato di rosso. 
La prima testimonianza di un sigillo comune si trova su un documento dell'8 febbraio 1650, in cui entrambi i villaggi confermavano la loro fedeltà nei confronti del principe vescovo di Würzburg.
Il primo sigillo autonomo di Sennfeld fu in realtà il sigillo personale del sindaco imperiale Georg Naß, che fu in carica dal 1649 al 1682. Egli usava il simbolo di un'aquila imperiale senza aureola e con le iniziali G e N. La prima immagine con l'aquila nimbata e con la scritta R(UES) D(ORF) SENNFELTT compare in un documento dell'11 aprile 1733.
Lo stemma attuale è stato approvato dal Comune il 23 novembre 1992.
La fascia ondata azzurra rappresenta la posizione geografica del comune al centro del territorio dominato dal lago di Sennfeld.